# 90279 Devětsil
90279 Devětsil è un asteroide della fascia principale. Scoperto nel 2003, presenta un'orbita caratterizzata da un semiasse maggiore pari a 2,7017589 au e da un'eccentricità di 0,1815998, inclinata di 13,70448° rispetto all'eclittica.
L'asteroide è dedicato all'omonima associazione artistica d'avanguardia attiva a Praga tra il 1920 e il 1930 e a Brno tra il 1923 e il 1927.